# Всеукраїнський студентський турнір фізиків
Всеукраїнський студентський турнір фізиків (СТФ) — командне творче змагання серед студентів закладів вищої освіти, яке полягає в розв’язанні дослідницьких задач та захисті своїх розв’язків у науковій полеміці. Національний етап Міжнародного турніру фізиків.
Кожного навчального року оргкомітет публікує список з 17 дослідницьких фізичних задач. Команди студентів мають кілька місяців на розв’язок цих задач, після чого приїжджають на турнір і представляють свої розв’язки у форматі фізбоїв.
Всеукраїнський турнір було створено 2003 року, а 2009 року на його основі виник Міжнародний турнір фізиків.

## Історія
Студентські турніри фізиків були створені як продовження шкільних турнірів юних фізиків для більш досвідчених учасників. Перший Відкритий студентський турнір фізиків відбувся в Одесі в жовтні 2001 року. Наступний турнір вже отримав статус всеукраїнського, і відтоді турніри проходять кожного навчального року. Іноді турніри відбуваються в осінньому, іноді у весняному семестрі, тому на різні календарні роки припадає від 0 до 2 турнірів.
З 2005 року у Всеукраїнських турнірах фізиків почали брати участь команди з інших країн (Росія, Нідерланди). Тому було прийнято рішення про організацію Міжнародного турніру фізиків. Перший Міжнародний турнір фізиків відбувся в Києві в 2009 році. Відтоді Всеукраїнський турнір фізиків є етапом відбору до Міжнародного турніру. Команда, яка займає перше місце на Всеукраїнському турнірі, отримує право представляти Україну на Міжнародному турнірі.

## Проведення турніру
Команди отримують список з 17 дослідницьких задач, і мають кілька місяців на їх розв’язання. Як правило, робота над задачами включає проведення експериментів, розрахунок теоретичних моделей, аналіз літератури. Кожна команда складається з 4-6 студентів.
Потім команди збираються разом на фінальний етап турніру, і доповідають свої розв’язки у форматі фізбоїв. Протягом фізбою кожна команда послідовно виступає в ролі доповідача, опонента та рецензента. Опонент викликає доповідача на одну з 17 турнірних задач. Доповідач має право відмовитись від кількох задач, а потім приймає виклик і 1 або 2 представника команди робить 9-хвилинну доповідь з розв’язком прийнятої задачі. Потім представник команди опонента робить опонування (аналіз переваг і недоліків запропонованого розв’язку), а представник команди рецензента - рецензію (аналіз форми доповіді й рецензування та полеміки між доповідачем й опонентом). Доповідач, опонент та рецензент проводять полеміку стосовно запропонованої доповіді. Потім до полеміки залучаються також всі інші члени команд. Члени журі задають уточнюючі питання доповідачам, опонентам та рецензентам і виставляють оцінки. У ролі журі, як правило, виступають викладачі вишів або вчені-фізики. За дотриманням правил і регламенту слідкує ведучий фізбою.
Перші кілька фізбоїв турніру - відбіркові, у них кожна команда зустрічається з різними суперниками за результатами жеребкування. У залежності від кількості виграних боїв та кількості набраних у них балів, обчислюється рейтинг кожної команди, 9 команд з найвищим рейтингом проходять до півфіналів. Проводяться 3 півфінальні бої по 3 команди в кожному, і 3 переможці проходять до фіналу, а ті 3 команди, які посіли другі місця у своїх півфінальних групах, отримують дипломи ІІІ ступеня. (За малої кількості учасників можлива схема турніру без півфінальних боїв, коли команди у фінал відбирають за рейтингом у відбіркових боях.) У фіналі кожна команда сама обирає, яку задачу вона хоче доповідати. Переможець фіналу отримує диплом І ступеня та право брати участь у Міжнародному турнірі фізиків, а два інші учасника фіналу отримують дипломи ІІ ступеня. У випадках, коли команди набирають майже однакову кількість балів, можлива й більша кількість переможців.

## Переможці
| Рік  | №     | Місто  | Кількість команд | Диплом I ступеня                                                                                      | Диплом II ступеня                                                                                    | Задачі                                             |
| ---- | ----- | ------ | ---------------- | --- | --- | -------------------------------------------------- |
| 2003 | I     | Одеса  | 11               | Харківський університет (фізико-технічний факультет)                                                  | Київський університет (радіофізичний факультет) Харківський університет (фізичний факультет)         |                                                    |
| 2004 | II    | Одеса  | 12               | Одеський університет                                                                                  | Київський університет (радіофізичний факультет) Донецький університет                                |                                                    |
| 2005 | III   | Київ   | 13               | Київський університет (радіофізичний факультет)                                                       | Харківський університет (фізико-технічний факультет) Львівський університет                          | [Архівовано 7 березня 2007 у Wayback Machine.]     |
| 2005 | IV    | Київ   | 24               | Львівський університет, Харківський університет (фізико-технічний факультет)                          | МФТІ, Київський університет (радіофізичний факультет)                                                | [Архівовано 7 березня 2007 у Wayback Machine.]     |
| 2006 | V     | Київ   | 23               | Київський університет (радіофізичний факультет)                                                       | Збірна університетів Гронингена та Утрехта, МФТІ, Одеський університет                               | [Архівовано 5 березня 2007 у Wayback Machine.]     |
| 2007 | VI    | Київ   | 24               | МФТІ, Санкт-Петербурзький університет                                                                 | Київський університет (фізичний факультет) Харківський університет (фізико-технічний факультет)      | pdf [Архівовано 20 травня 2011 у Wayback Machine.] |
| 2008 | VII   | Київ   | 15               | Київський університет (фізичний факультет)                                                            | Київський університет (радіофізичний факультет) Харківський університет (фізико-технічний факультет) | [Архівовано 17 серпня 2016 у Wayback Machine.]     |
| 2009 | VIII  | Київ   | 12               | Харківський університет (фізико-технічний факультет)                                                  | Прикарпатський університет Київський університет                                                     | [Архівовано 17 серпня 2016 у Wayback Machine.]     |
| 2011 | IX    | Київ   | 9                | Харківський університет (фізико-технічний факультет)                                                  | Національний університет «Львівська політехніка», Київський університет (радіофізичний факультет)    | [Архівовано 17 серпня 2016 у Wayback Machine.]     |
| 2011 | X     | Харків | 12               | Київський університет (радіофізичний факультет), Харківський університет (фізико-технічний факультет) | Національний університет «Львівська політехніка», Одеський університет                               | [Архівовано 17 серпня 2016 у Wayback Machine.]     |
| 2012 | XI    | Харків | 11               | Київський університет (радіофізичний факультет) Харківський університет (фізико-технічний факультет)  | Донецький університет Прикарпатський університет                                                     | [Архівовано 17 серпня 2016 у Wayback Machine.]     |
| 2013 | XII   | Харків | 8                | Харківський університет (фізико-технічний факультет)                                                  | Київський університет (радіофізичний факультет) Харківський університет (фізичний факультет)         | [Архівовано 17 серпня 2016 у Wayback Machine.]     |
| 2015 | XIII  | Харків | 6                | Харківський університет (фізико-технічний факультет)                                                  | Київський політехнічний інститут Харківський університет (фізико-технічний факультет)                | [Архівовано 17 серпня 2016 у Wayback Machine.]     |
| 2015 | XIV   | Київ   | 12               | Національний університет «Львівська політехніка»                                                      | Харківський університет (фізико-технічний факультет) Харківський університет (фізичний факультет)    | [Архівовано 17 серпня 2016 у Wayback Machine.]     |
| 2016 | XV    | Київ   | 7                | Харківський університет (фізико-технічний факультет) Харківський університет (фізичний факультет)     | Київський університет (радіофізичний факультет)                                                      | [Архівовано 26 листопада 2016 у Wayback Machine.]  |
| 2017 | XVI   | Київ   | 14               | Харківський університет (фізико-технічний і фізичний факультети)                                      | Київський університет (фізичний факультет)                                                           | [Архівовано 7 грудня 2017 у Wayback Machine.]      |
| 2018 | XVII  | Київ   | 11               | Харківський університет (фізико-технічний і фізичний факультети)                                      | Київський університет (фізичний факультет) Київський університет (радіофізичний факультет)           |                                                    |
| 2019 | XVIII | Київ   |                  | Харківський університет (фізико-технічний і фізичний факультети)                                      | |                                                    |
| 2022 | XIX   | онлайн | 6                | Харківський університет (фізико-технічний і фізичний факультети)                                      | Київський університет (фізичний факультет) Київський університет (радіофізичний факультет)           |                                                    |
| 2023 | XX    | онлайн | 4                | Київський університет (радіофізичний факультет)                                                       | Харківський університет (фізико-технічний і фізичний факультети)                                     |                                                    |
| 2024 | XXI   | онлайн | -                | тільки особистий залік                                                                                | |                                                    |
| 2024 | XXII  | онлайн |                  | | | [16]                                               |